# Roomie Roomie!
『Roomie Roomie!』（ルーミールーミー）は、TOKYO FMで放送されていたラジオ番組。

## 概要
大きなシェアハウスに住むルーミー（ルームメイト）のようにリスナーといろんなことを共有して共感し合っていく番組。
リスナーと「お金」「仕事」「恋愛」「美容」など、誰かと共有したいことから普段リアルな友人関係の間では相談しづらいことを語り合う。当初はTOKYO FM公式コミュニティ「LisCom」を交流の場としていたが、2022年6月をもってサービス終了した。

## 番組の終焉
2024年12月26日の放送をもって番組終了予定であることが、同月2日の放送内で発表された。
26日の最終回はTOKYO FMホールから公開生放送を行い、放送終了後には「ルミルミフィナーレホームパーティー」と題したイベントを開催し、約2年9カ月の歴史に幕を下ろすこととなった。

## 出演者

### パーソナリティ
- 野呂佳代（ノンティー）月・火担当
- 眉村ちあき（ちちゃん）水・木担当
- ルミ子 - 番組で飼ってるセキセイインコ。番組からのお知らせなどをたまに呟く。

### 合同パーソナリティ
- 野呂佳代＆眉村ちあき - 2022年6月13日、8月25日、10月20日、12月29日、2023年1月3日、2月13日、4月19日、6月12日、8月30日、10月16日、12月11日、12月12日、12月14日、2024年1月29日、2月1日

### 代理パーソナリティ
| 放送日        | 代理パーソナリティ                     |
| ------------- | -------------------------------------- |
| 2022年4月6日  | マンボウやしろ、浜崎美保               |
| 2022年6月2日  | 小森隼（GENERATIONS from EXILE TRIBE） |
| 2022年7月12日 | ENVii GABRIELLA                        |
| 2022年7月18日 | 浜崎美保（前半のみ、後半眉村ちあき）   |
| 2022年7月19日 | 本田康祐、佐野文哉（OWV）              |
| 2023年5月24日 | ASH（ASH DA HERO）                     |
| 2023年5月25日 | もう中学生                             |
| 2024年3月13日 | （ぱっち）パンダドラゴン               |

### ゲスト
| 放送日         | ゲスト | パーソナリティ       |
| -------------- | --- | -------------------- |
| 2022年5月24日  | 浜崎美保                                                                                                  | 野呂佳代             |
| 2022年5月25日  | 佐々木彩夏（ももいろクローバーZ）                                                                         | 眉村ちあき           |
| 2022年5月26日  | LOVE | 眉村ちあき           |
| 2022年6月14日  | 藤本敏史（FUJIWARA）                                                                                      | 野呂佳代             |
| 2022年6月15日  | 松村優子（週刊文春記者）                                                                                  | 眉村ちあき           |
| 2022年6月16日  | MIZYU、SUZUKA（新しい学校のリーダーズ）                                                                   | 眉村ちあき           |
| 2022年7月11日  | 関取花 | 野呂佳代             |
| 2022年7月27日  | 鹿目凛（でんぱ組.inc）                                                                                    | 眉村ちあき           |
| 2022年8月1日   | 川崎鷹也                                                                                                  | 野呂佳代             |
| 2022年8月8日   | 祖父江里奈（テレビ東京）                                                                                  | 野呂佳代             |
| 2022年8月18日  | ぜったくん                                                                                                | 眉村ちあき           |
| 2022年8月22日  | 佐々木彩夏（ももいろクローバーZ）                                                                         | 野呂佳代             |
| 2022年8月23日  | ENVii GABRIELLA                                                                                           | 野呂佳代             |
| 2022年8月24日  | 堂島孝平                                                                                                  | 眉村ちあき           |
| 2022年8月29日  | 神田愛花                                                                                                  | 野呂佳代             |
| 2022年8月29日  | 三上悠亜                                                                                                  | 野呂佳代             |
| 2022年8月31日  | 八代亜紀                                                                                                  | 眉村ちあき           |
| 2022年9月1日   | 矢口真里                                                                                                  | 眉村ちあき           |
| 2022年9月5日   | 大原優乃                                                                                                  | 野呂佳代             |
| 2022年9月13日  | 多部大 | 野呂佳代             |
| 2022年9月15日  | ザ・リーサルウェポンズ                                                                                    | 眉村ちあき           |
| 2022年10月5日  | 小巻亜矢（株式会社サンリオエンターテイメント代表取締役社⻑） 稲葉可奈子（医師・医学博士・産婦人科専門医） | 野呂佳代             |
| 2022年10月12日 | 南優輝、仲川蓮（学芸大青春）                                                                              | 眉村ちあき           |
| 2022年10月17日 | 小籔千豊                                                                                                  | 野呂佳代             |
| 2022年10月18日 | 安達祐実                                                                                                  | 野呂佳代             |
| 2022年10月19日 | ヒャダイン                                                                                                | 眉村ちあき           |
| 2022年10月25日 | ジャアバーボンズ                                                                                          | 野呂佳代             |
| 2022年10月31日 | aiko | 野呂佳代             |
| 2022年11月15日 | 佐野文哉、浦野秀太（OWV）                                                                                 | 野呂佳代             |
| 2022年11月16日 | LEO、LUTHFI、CESAR（ALI）                                                                                 | 眉村ちあき           |
| 2022年11月24日 | Chay | 眉村ちあき           |
| 2022年11月28日 | TOMOO | 野呂佳代             |
| 2022年12月5日  | アナログタロウ                                                                                            | 野呂佳代             |
| 2022年12月12日 | 吉田明世                                                                                                  | 野呂佳代             |
| 2022年12月13日 | 多部大 | 野呂佳代             |
| 2022年12月19日 | 峯岸みなみ                                                                                                | 野呂佳代             |
| 2022年12月20日 | 菊地亜美                                                                                                  | 野呂佳代             |
| 2022年12月21日 | コットン                                                                                                  | 眉村ちあき           |
| 2022年12月22日 | もう中学生                                                                                                | 眉村ちあき           |
| 2022年12月26日 | 岡田将生                                                                                                  | 野呂佳代             |
| 2022年12月27日 | 丸山摩紗（ファッション誌『SPRiNG』（宝島社）編集長）                                                      | 野呂佳代             |
| 2022年12月28日 | 中嶋イッキュウ、吉田雄介（tricot）                                                                        | 眉村ちあき           |
| 2023年1月19日  | マナ（CHAI）                                                                                              | 眉村ちあき           |
| 2023年2月9日   | 鬼龍院翔                                                                                                  | 眉村ちあき           |
| 2023年2月14日  | 秋元才加                                                                                                  | 野呂佳代             |
| 2023年2月15日  | 山崎怜奈                                                                                                  | 眉村ちあき           |
| 2023年2月16日  | ハラミちゃん                                                                                              | 眉村ちあき           |
| 2023年2月23日  | tonun | 眉村ちあき           |
| 2023年2月27日  | 「Oshun tea ciger」 店主の植村さん                                                                        | 野呂佳代             |
| 2023年3月1日   | とうあ | 眉村ちあき           |
| 2023年3月9日   | ASH（ASH DA HERO）                                                                                        | 眉村ちあき           |
| 2023年3月30日  | 藤井怜央、福島智朗（Omoinotake）                                                                          | 眉村ちあき           |
| 2023年4月12日  | ANI（スチャダラパー）                                                                                     | 眉村ちあき           |
| 2023年4月17日  | 水川あさみ                                                                                                | 野呂佳代             |
| 2023年4月18日  | 米倉涼子                                                                                                  | 野呂佳代             |
| 2023年4月25日  | WATARU、TYRA（ZILLION）                                                                                   | 野呂佳代             |
| 2023年4月26日  | むぎ（猫）                                                                                                | 眉村ちあき           |
| 2023年5月8日   | 松本千夏                                                                                                  | 野呂佳代             |
| 2023年5月11日  | 清竜人 | 眉村ちあき           |
| 2023年5月17日  | コアラモード                                                                                              | 眉村ちあき           |
| 2023年5月29日  | マシンガンズ                                                                                              | 野呂佳代             |
| 2023年6月9日   | あべこうじ、高橋愛                                                                                        | 野呂佳代             |
| 2023年6月8日   | 加藤晃彦（週刊文春編集長）                                                                                | 眉村ちあき           |
| 2023年6月13日  | 狩野英孝                                                                                                  | 野呂佳代             |
| 2023年6月14日  | ぱーてぃーちゃん                                                                                          | 眉村ちあき           |
| 2023年6月15日  | やす子 | 眉村ちあき           |
| 2023年6月19日  | 神山まりあ                                                                                                | 野呂佳代             |
| 2023年6月22日  | 玉置周啓、加藤成順（MONO NO AWARE）                                                                       | 眉村ちあき           |
| 2023年6月27日  | sarA | 野呂佳代             |
| 2023年6月28日  | もにゅそで                                                                                                | 眉村ちあき           |
| 2023年6月29日  | れん | 眉村ちあき           |
| 2023年7月10日  | 金原遼希（YUTORI-SEDAI）                                                                                  | 野呂佳代             |
| 2023年7月11日  | ENVii GABRIELLA                                                                                           | 野呂佳代             |
| 2023年7月12日  | 崎山蒼志                                                                                                  | 眉村ちあき           |
| 2023年7月13日  | ヨシダタクミ（saji）                                                                                      | 眉村ちあき           |
| 2023年7月18日  | 浦野秀太、中川勝就（OWV）                                                                                 | 野呂佳代             |
| 2023年7月26日  | 黒子首 | 眉村ちあき           |
| 2023年7月31日  | ツンツクツン万博                                                                                          | 野呂佳代             |
| 2023年8月1日   | 多部大 | 野呂佳代             |
| 2023年8月21日  | 佐藤峻乃介、遠藤翼空（KIDPHENOMENON）                                                                     | 野呂佳代             |
| 2023年8月22日  | こっちのけんと                                                                                            | 野呂佳代             |
| 2023年8月24日  | 志磨遼平（ドレスコーズ）                                                                                  | 眉村ちあき           |
| 2023年8月28日  | マシンガンズ                                                                                              | 野呂佳代             |
| 2023年8月29日  | チョコレートプラネット                                                                                    | 野呂佳代             |
| 2023年8月31日  | 小林幸子                                                                                                  | 眉村ちあき           |
| 2023年9月11日  | 水瀬いのり                                                                                                | 野呂佳代             |
| 2023年9月12日  | 秋山竜次（ロバート）                                                                                      | 野呂佳代             |
| 2023年9月14日  | Yo-Sea | 眉村ちあき           |
| 2023年9月25日  | 安藤サクラ                                                                                                | 野呂佳代             |
| 2023年10月2日  | 下尾みう、岡部麟（AKB48）                                                                                 | 野呂佳代             |
| 2023年10月4日  | 中野信子                                                                                                  | 眉村ちあき           |
| 2023年10月12日 | 柳田周作（神はサイコロを振らない）                                                                        | 眉村ちあき           |
| 2023年10月17日 | ミラクルひかる                                                                                            | 野呂佳代             |
| 2023年10月19日 | みかん | 眉村ちあき           |
| 2023年11月7日  | ぱっち、なるき（パンダドラゴン）                                                                          | 野呂佳代             |
| 2023年11月8日  | 多部大 | 眉村ちあき           |
| 2023年11月14日 | 大西流星（なにわ男子）                                                                                    | 野呂佳代             |
| 2023年11月23日 | Who-ya（Who-ya Extended）                                                                                 | 眉村ちあき           |
| 2023年11月29日 | ナタリアなっちゃん                                                                                        | 眉村ちあき           |
| 2023年12月4日  | 酒井一圭、後上翔太（純烈）                                                                                | 野呂佳代             |
| 2023年12月5日  | さかいゆう                                                                                                | 野呂佳代             |
| 2023年12月6日  | 手越祐也                                                                                                  | 眉村ちあき           |
| 2023年12月7日  | みの | 眉村ちあき           |
| 2023年12月13日 | LOVE | 眉村ちあき           |
| 2023年12月14日 | 山崎怜奈                                                                                                  | 野呂佳代、眉村ちあき |
| 2023年12月25日 | 小沢一敬                                                                                                  | 野呂佳代             |
| 2024年1月10日  | 秀島史香                                                                                                  | 眉村ちあき           |
| 2024年1月11日  | 岡田康太                                                                                                  | 眉村ちあき           |
| 2024年1月18日  | 天野香乃愛、江角怜音（≒JOY）                                                                              | 眉村ちあき           |
| 2024年1月22日  | CrystalKay                                                                                                | 野呂佳代             |
| 2024年1月23日  | 澤部渡（スカート）                                                                                        | 野呂佳代             |
| 2024年1月24日  | 谷口太一、平本健（DXTEEN）                                                                                | 眉村ちあき           |
| 2024年1月25日  | ハマ・オカモト                                                                                            | 眉村ちあき           |
| 2024年1月30日  | 近藤春菜                                                                                                  | 野呂佳代             |
| 2024年1月31日  | 西川貴教                                                                                                  | 眉村ちあき           |
| 2024年2月8日   | 辻野かなみ、吉川ひより（超ときめき♡宣伝部）                                                               | 眉村ちあき           |

## コーナー
- 水曜日『クイズ！キュンキュンQ』 - ルーミーのみんなが体験した『キュンとした理由クイズ』に眉村ちあきが答えていくコーナー。
- 木曜日『この曲なんて曲!?クイズミュージッQ！』 - サビを聞いて曲名を当てるコーナー。
- 水、木曜日『眉村 Music Library』  - 「日常の何気ないエピソード」や 「最近楽しかったこと、悲しかったこと」など ルーミーから届いたメッセージの内容にあう１曲を眉村さんが選曲するコーナー。

旧コーナー
- 月曜日『野呂乃花部屋』 - 悩めるあなたの背中を全力で押し出し。
- 水曜日『マイメロディとひみつの小部屋』 - マイメロディがルーミーのお悩みに答える。
- 木曜日『助けて！ちちゃえも〜ん！』 - 眉村ちあき（ちちゃん）が「ちちゃえもん」となって、あなたの悩みや困りごとをひみつ道具を出して解決に導いていきます。
- 木曜日『ごめんなさい記者会見！』 - ルーミーのあの時言えなかったごめんなさいを、眉村ちあきがあなたに代って記者会見を開き謝罪していく。

『ちょっと○○なお時間』 - みんなの明日をちょいアプデするコーナー。
- 月曜日『おいしいお時間』 - 「食」であなたの明日を「ちょいアプデ」していくお時間。
- 月曜日『Paravi presents アナタのココロ、大開放のお時間』
- 火曜日『カバラン バー カクテル presents　贅沢なお時間』 - あなたの毎日を「贅沢」に彩るヒントやライフハックを紹介。
- 水曜日『なるほどなお時間』 - 「なるほど〜」と思えるような情報をチェックして知識や価値観を「ちょいアプデ」していくお時間。
- 木曜日『週末計画のお時間』 - 話題のスポットや映画など、 みんなの週末をアップデートするような オススメの週末計画を紹介。